# Kahr Arms

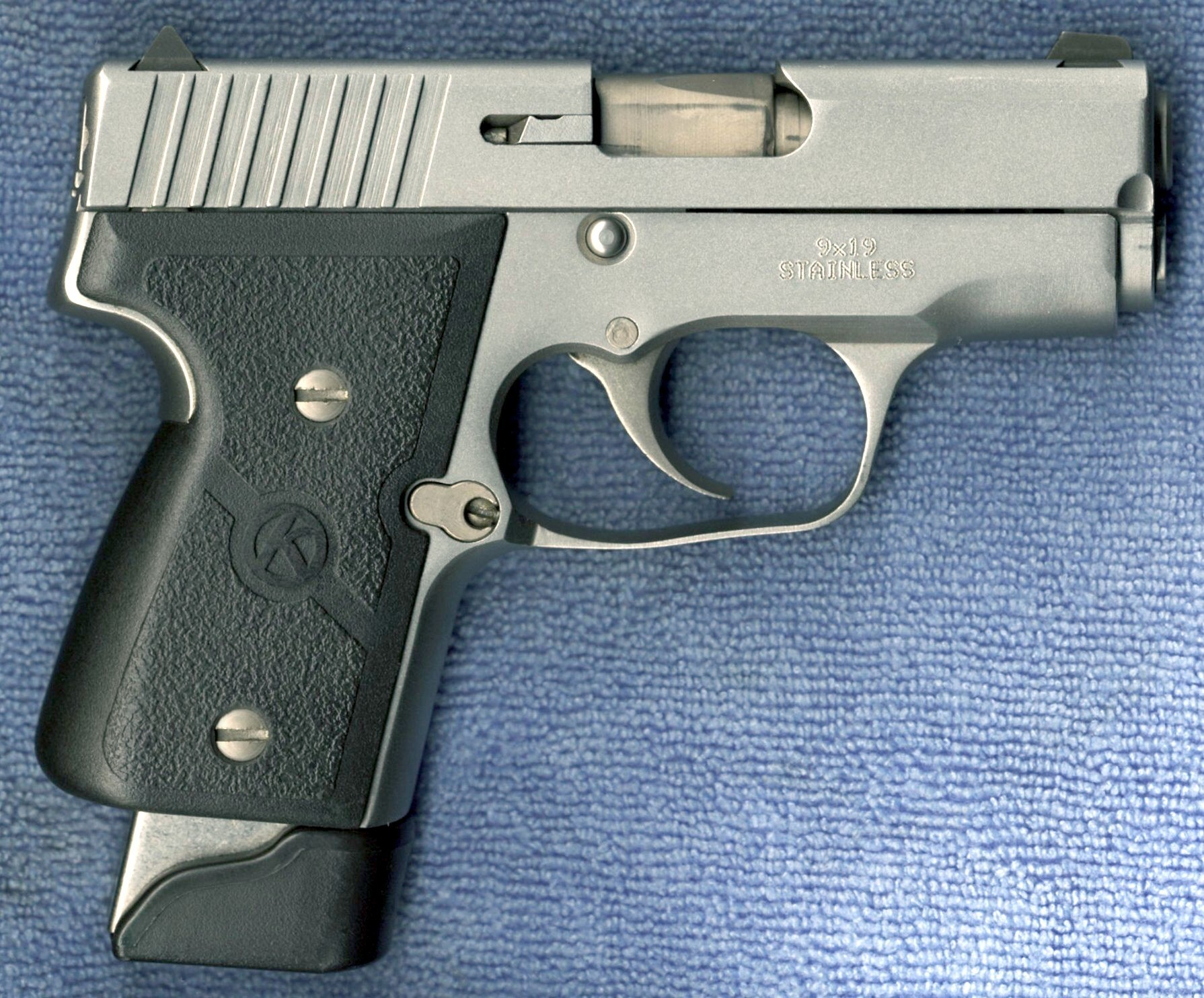
Kahr MK9

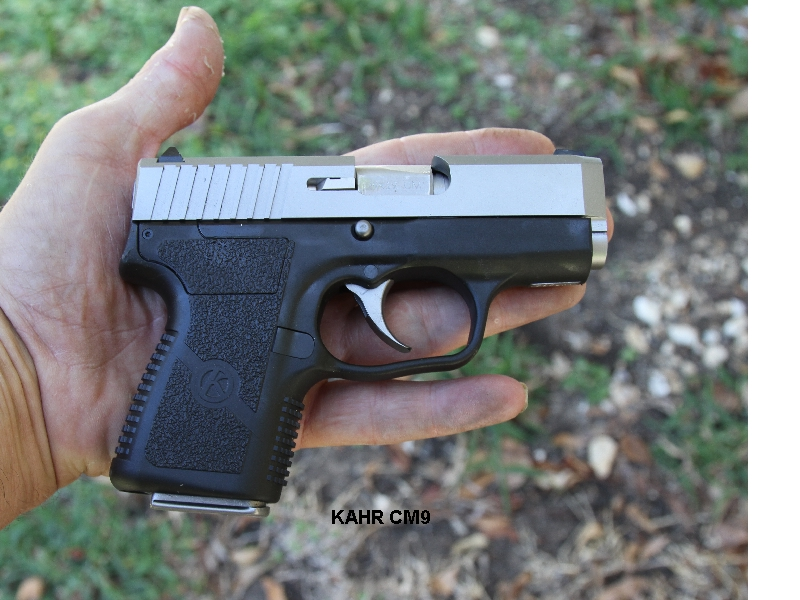
Teilkompakte Kahr CM9 9×19mm

Kahr Arms ist ein amerikanischer Hersteller von Kleinwaffen, der sich auf kompakte und mittelgroße halbautomatische Pistolen spezialisiert, die für gängige Patronen ausgelegt sind, darunter 380 ACP, 9mm Luger, 40 S&W und 45 ACP. Kahr-Pistolen verfügen über Polymer- oder Edelstahlrahmen, einreihige Magazine und doppeltwirkende Schlagbolzen. Kahr Arms ist Teil der Kahr Firearms Group, einem in den USA ansässigen Schusswaffenhersteller, zu dem auch Thompson Auto-Ordnance und Magnum Research gehören. Der Hauptsitz der Kahr Firearms Group befindet sich in Greeley, Pennsylvania, mit einer Produktionsstätte in Worcester, Massachusetts.
Kahr Arms wurde von Justin Moon gegründet, der CEO und Präsident ist. Er ist ein Sohn von Sun Myung Moon, dem Gründer der Vereinigungskirche und Bruder von Hyung Jin Moon, Pastor der Rod of Iron Ministries, die dafür bekannt ist, Segens-Zeremonien für AR-15-Gewehre abzuhalten.

## Geschichte
Seit seinem 14. Lebensjahr schoss Justin Moon gerne mit Waffen. Er war mit den damaligen kompakten Handfeuerwaffen nicht zu zufrieden daher beschloss er in seinem ersten Jahr am College selbst eine zu entwerfen.
Justin Moon gründete Kahr Arms 1995 als Tochter des Werkzeugmaschinenherstellers Saeilo.
Das erste Kahr-Pistole, die K9, hatte ein starkes 9-mm-Parabellum Kaliber bei den kompakten Abmessungen der damaligen Taschenpistolen wie Walther PPK, SIG Sauer P230 oder Beretta 80, welche aber die schwächeren .380 ACP oder .32 ACP nutzen.
Kahr führte seine Linie kompakter Pistolen zu einer Zeit ein, in der die Gesetze für verdecktes Tragen von Waffen in vielen US-Bundesstaaten erheblich liberalisiert wurden. Seit den 1990er Jahren verabschiedeten viele Bundesstaaten „Shall-Issue“-Gesetze, wie sie von der National Rifle Association of America und anderen Waffenrechtsorganisationen gefördert werden. Diese Gesetze schreiben vor, dass die staatlichen Behörden allen gesetzestreuen Antragstellern, die bestimmte gesetzlich festgelegte Bedingungen erfüllen, Genehmigungen zum Tragen verdeckter Waffen erteilen müssen.
1994 verbot die US-Regierung die Herstellung und den Import von Pistolen-Magazinen mit einer Kapazität von mehr als 10 Schuss (in den meisten Bundesstaaten seit 2004 wieder legal, nachdem das entsprechende Bundesgesetz auslief). Diese Änderung des Bundesgesetzes verringerte die Attraktivität vieler Pistolenmodelle mit zweireihigen Magazinen, welche üblicherweise auf Magazinkapazitäten von über 15 Schuss ausgelegt waren. Kahr preschte voran und bot relativ kleine, gut verarbeitete Pistolen mit Magazinkapazitäten von bis zu acht Schuss 9-mm- oder .40-Kaliber-Munition an. Diese einreihigen Magazine ermöglichen schlanke, kompakte Pistolen, die sich bei den Käufern als beliebt erwiesen.
Im Jahr 1999 kaufte Kahr Arms die Auto-Ordnance Company, einen indirekten Nachfolger der Auto-Ordnance Corporation (AOC), dem Hersteller von Thompson Maschinengewehre. Seitdem stellt Kahr die halbautomatischen Waffen von Auto-Ordnance her, darunter eine langläufige Version des Gewehrs der berühmten Tommy Gun.
Seit Ende 2003 oder sehr früh im Jahr 2004 stellte Kahr von einer eingeschränkten lebenslangen Garantie auf seine Pistolen um auf eine Laufzeit von nur fünf Jahren. Im Jahr 2003 berichtete die New York Daily News, dass die Kahr K9 als Ersatzwaffe bei New Yorker Polizisten beliebt war, die sie „Moonie-Pistole“ nannten.
Im Juni 2010 kaufte Kahr Magnum Research, das die Pistole Desert Eagle vermarktet.
Während der Shot Show im Januar 2015 änderte die Firma Kahr Arms ihren Namen in Kahr Firearms Group. Kahr Arms gehört derzeit als privater Waffenhersteller zur Kahr Firearms Group, zusammen mit Magnum Research und Auto-Ordnance. Zu den Marken des Unternehmens gehören: Kahr Arms, Thompson, Auto-Ordnance, Magnum Research, BFR und Desert Eagle.

## Neuer Firmenstandort
Am 1. Juli 2013 gab das Unternehmen Kahr Arms bekannt, dass es den Bundesstaat New York aufgrund des New Yorker Secure Ammunition and Firearms Enforcement Act (NY SAFE Act) von 2013 verlassen wird. Kahr kaufte 620 Acres (250 ha) in Pike County, Pennsylvania, und teilte mit, dass es seine Mitarbeiter nach dem Bau von Büros im Jahr 2014 umsiedeln wird, mit Plänen, bis 2019 eine neue Fabrik zu bauen. Die Schusswaffen-Firmen-Gruppe hielt eine feierliche Einweihungszeremonie ihres neuen 40.000-square-foot (3.700m2) großen Hauptsitzes ab am 11. August 2015 in Blooming Grove Township, Pike County, Pennsylvania.

## Kahr-Design

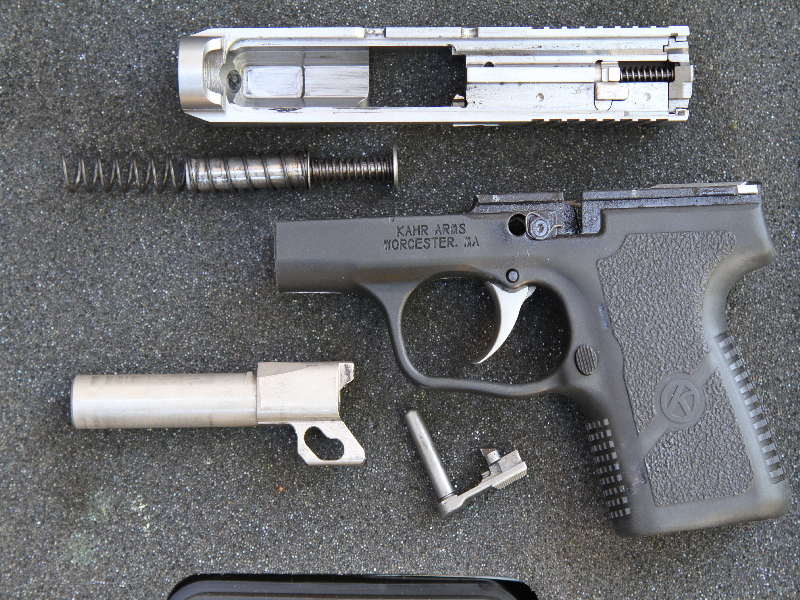
Polymer-Rahmen der Kahr CM9 zerlegt für Routine Reinigung

Der Kahr-Verschluss ist ein Browning-Verschluss mit Schlagbolzen und passiver Schlagbolzensicherung, was ihn zu einem echten hammerlosen Verschluss macht. Wenn der Abzug betätigt wird, beginnt sich die Abzugsstange um einen doppellappigen Spannnocken zu drehen. Dieser Nocken beginnt gleichzeitig, den Schlagbolzen nach hinten zu ziehen, die Feder dahinter zu komprimieren, während der Schlagbolzenblock gedrückt und deaktiviert wird. Am Ende des Hubs des Abzugs rutscht die Keule, die den Schlagbolzen berührt, vom Schlagbolzen ab und gibt ihn frei. Die andere Keule hat zu diesem Zeitpunkt den Schlagbolzenblock vollständig niedergedrückt und es dem Schlagbolzen ermöglicht, nach vorne zu schnappen und das Zündhütchen zu schlagen. Dieses Einzelstück ersetzt kompliziertere und zerbrechlichere Konstruktionen, die in anderen Pistolen verwendet werden. Es ähnelt im Prinzip, wenn auch sehr unterschiedlich in der Ausführung, dem Action-Design von Glocks. Es ermöglicht auch, den Schlagbolzenblock weiter hinten am Schlitten zu platzieren und somit eine mögliche Kontamination durch Verbrennungsgase und Pulververschmutzung zu verringern. Für diese Innovation erhielt Justin Moon eines der sechs Patente, die er für das Kahr-Pistolendesign besitzt. Dieses System wird bei allen Kahr-Pistolen eingesetzt, unabhängig von Rahmenmaterial, Größe oder Kaliber.
Der Abzug von Kahr ähnelt einem Double-Action-Revolver mit einem kurzen Abzugsweg von 0,95 cm (3⁄8 Zoll). Bei Modellen mit Polymerrahmen bewegt sich der Schlitten auf Stahleinsätzen, die fest in den Polymerrahmen eingelassen sind. Es gibt auch Polymerschienen, die strukturell nicht funktional sind, aber helfen, Schmutz fernzuhalten und den Schlitten auszurichten, wenn der Schlitten wieder auf den Polymerrahmen montiert wird. In den Versionen mit Stahlrahmen ist das Schienendesign traditionell und dem der M1911-Pistole sehr ähnlich. Bei Kahr-Pistolen sind die Vorschubrampen nach links versetzt, wodurch die Zugstange flacher an der rechten Seite des Rahmens anliegt. Diese Funktion verhilft der Kahr-Pistolenlinie zu einer Schlittenbreite von 90 Zoll (2,3 cm) in 9-mm- und 40 S&W-Modellen und 1,01 Zoll (2,6 cm) in 45 ACP, schmaler als viele beliebte Pistolen.
Kahr bietet eine Reihe von Economy-Pistolen an, die mit der P-Serie identisch sind, außer dass einige Luxusfunktionen aus Kostengründen eliminiert wurden. Die CW-Economy-Modelle mit Polymerrahmen haben z. B. ein eingeklemmtes Visier anstelle eines Schwalbenschwanzes oder einen traditionellen Zug anstelle des polygonalen Zuges. CW-Pistolen kosten im Allgemeinen etwa 20–30 % weniger als die voll ausgestattete P-Serie. Die E-Serie ist eine eingestellte Reihe von Kahr-Sparpistolen mit rostfreiem Rahmen; die E-Serie wurde 2004 eingestellt.

## Pistolen
Kahr baut und vertreibt die in der 'Tabelle angeführten halb automatischen Pistolen:
|         |                   | Nummer  | S-Serien | Premium | Premium |
| Polymer | Polymer           | Polymer | Stahl    |         |         |
| ------- | ----------------- | ------- | -------- | ------- | ------- |
| Klein   | .380 ACP          | CW380   |          | P380    |         |
| Klein   | 9×19mm Parabellum | CM9     |          | PM9     | MK9     |
| Klein   | .40 S&W           | CM40    |          | PM40    | MK40    |
| Klein   | .45 ACP           | CM45    |          | PM45    |         |
| Mittel  | .380 ACP          | CT380   |          |         |         |
| Mittel  | 9×19mm Parabellum | CW9     | S9       | P9      | K9      |
| Mittel  | .40 S&W           | CW40    |          | P40     | K40     |
| Mittel  | .45 ACP           | CW45    |          | P45     |         |
| Groß    | 9×19mm Parabellum | CT9     | ST9      | TP9     | T9      |
| Groß    | .40 S&W           | CT40    |          | TP40    | T40     |
| Groß    | .45 ACP           | CT45    |          | TP45    |         |

Kahr Arms Handbücher stehen zur Ansicht oder zum Herunterladen zur Verfügung. Das gibt einen tieferen Einblick in die Produktpalette der Premium-, Value- und S-Serie, einschließlich Hauptfunktionen, technischer Daten, Teilepläne und Sicherheitsfunktionen. Kahr Arms ist außerdem bestrebt, die Langlebigkeit und optimale Leistung seiner Schusswaffen durch ein umfassendes Angebot an Ersatzteilen und Serviceunterstützung sicherzustellen.